# Assedio di Kazan'
L'assedio di Kazan' del 1552 fu l'atto conclusivo delle Guerre russo-kazane.
Portò alla caduta del Khanato di Kazan'. Tuttavia, non fu l'ultima battaglia combattuta sul territorio del Khanato.
Dopo la caduta di Kazan', si costituirono governi ribelli a Çalım e Mişätamaq e un nuovo Khan fu chiamato dai Nogai. Questa guerriglia che proseguiva la guerra terminò solamente nel 1556.

## L'assedio
Le forze russe comprendevano sia gruppi di Strel'cy (Strelizi) sia cavalleria feudale irregolare di Mosca e del Khanato di Qasim, ma il ruolo principale fu sostenuto dall'artiglieria russa e da zappatori sia russi che stranieri.
Al principio, vi si opponeva la guarnigione tatara di Kazan', 10000 cavalieri Nogai guidati dal Khan di Kazan', che provenivano dall'orda Nogai.
Le unità di Čeremis e la cavalleria feudale irregolare di Kazan' erano invece disposte nelle foreste rispettivamente a nord e a est di Kazan'.
La loro base era la roccaforte di Archa.
Prima della battaglia, i Russi possedevano la fortezza di Ivangorod, in seguito nota col nome di Sviyazhsk, ubicata sul Volga, poche miglia a nord di Kazan'.
Questa fortezza, realizzata in legno, era stata costruita nel 1551 dall'ingegnere militare russo Ivan Vyrodkov, quando, a seguito della stipula dell'accordo di pace, la riva destra del Volga di proprietà del Khanato (territorio dei Taw yağı) passò alla Russia. Essa serviva come punto d'appoggio per la cattura di Kazan' da parte dell'esercito moscovita.
L'esercito di 150 000 Moscoviti quidati dallo Zar Ivan IV giunsero sotto le mura di Kazan' per cingerla d'assedio il 22 agosto 1552 (secondo il calendario giuliano). I cannoni russi iniziarono il bombardamento delle mura dal 29 agosto.
Presto soffocarono il fuoco dei cannoni tatari di grande calibro.
Tra il 30 agosto e il 6 settembre, Alexander Gorbatyi-Shuisky sconfisse la cavalleria sotto Yapancha e le unità Ar, bruciando Archa. Andrey Kurbsky sconfisse le truppe dei Čeremis. Gli zappatori fecero saltare le vie sotterranee di accesso alle sorgenti sotterranee di acqua potabile di Kazan'.
Una torre d'assedio alta 12 metri (nota con il nome di "torre da batteria" per distinguerla dalle torri di assedio dell'epoca precedente alla Polvere da sparo) fu realizzata in legno da Ivan Vyrodkov in loco per montarvi cannoni per l'assedio.
Questa costruzione rivoluzionaria poteva ospitare dieci cannoni di grande calibro e 50 cannoni leggeri, permettendo una notevole concentrazione di fuoco di artiglieria su una sola sezione delle mura lignee o della città; essa svolse un ruolo cruciale nel rompere la resistenza tatara.
Comunque, è sicuro che, prima del suo utilizzo, i pochi cannoni che difendevano Kazan' dovessero essere neutralizzati, affinché la torre potesse essere efficace, perché altrimenti sarebbe stato un bersaglio ovvio e comodo per l'artiglieria restante.
Il 2 ottobre, gli zappatori (si ritiene che fossero guidati dall'inglese Butler, noto anche come Rozmysl nelle cronache russe) fecero saltare il muro di cinta tra le Porte dei Nogai e degli Atalıq.
I soldati russi entrarono in città. La popolazione civile e l'esercito di Kazan' vi si opposero.
Dopo un combattimento disperato, alcuni sopravvissuti si asserragliarono nella cittadella di Kazan' (Kremlin).
Quindi, dopo che il Khan Yadegar Moxammad e il capo dell'orda Nogai Zaynash furono catturati, i difensori della cittadella tentarono di fuggire per rifugiarsi nelle foreste settentrionali, ma furono sconfitti.
Furono quindi liberati 60 000–100 000 Russi, che erano stati tenuti prigionieri dal Khanato.

## Galleria d'immagini

Qol-Şärif e i suoi studenti difendono la loro madrasa e la Cattedrale Moschea.
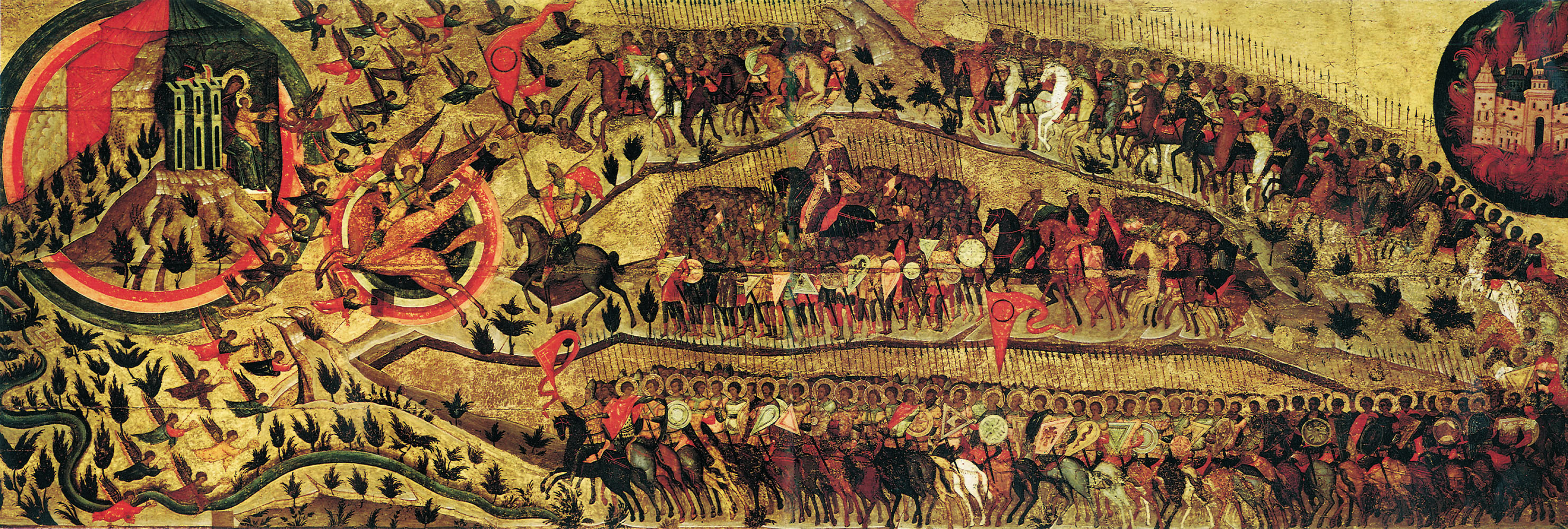
Sia benedetto l'ospite dello Zar celeste (in russo: Благословенно воинство Небесного Царя, anche nota col nome di Ecclesia Militans). Icona russa, circa 1550 - 1560. Questa icona è tradizionalmente sentita come una rappresentazione allegorica della conquista di Kazan'.